# الجامعة الجنوبية للعلوم والتقنية
الجامعة الجنوبية للعلوم والتكنولوجيا (SUSTech) (باللغة الصينية المبسطة: 南方 科技 大学، اللغة الصينية التقليدية: 南方 科技 大學، لغة بينيين: Nánfāng Kējì Dàxué) هي جامعة أبحاث عامة في منطقة نانشان، شنتشن، قوانغدونغ، الصين. قامت الجامعة بتغيير أسمها الإنجليزي عام 2016 من South University of Science and Technology of China (SUSTC) إلى Southern University of Science and Technology. وفقًا لوزارة التعليم الصينية فأن  الجامعة أقرب إلى منصة لتجربة إصلاح التعليم العالي الصيني.

## تاريخ

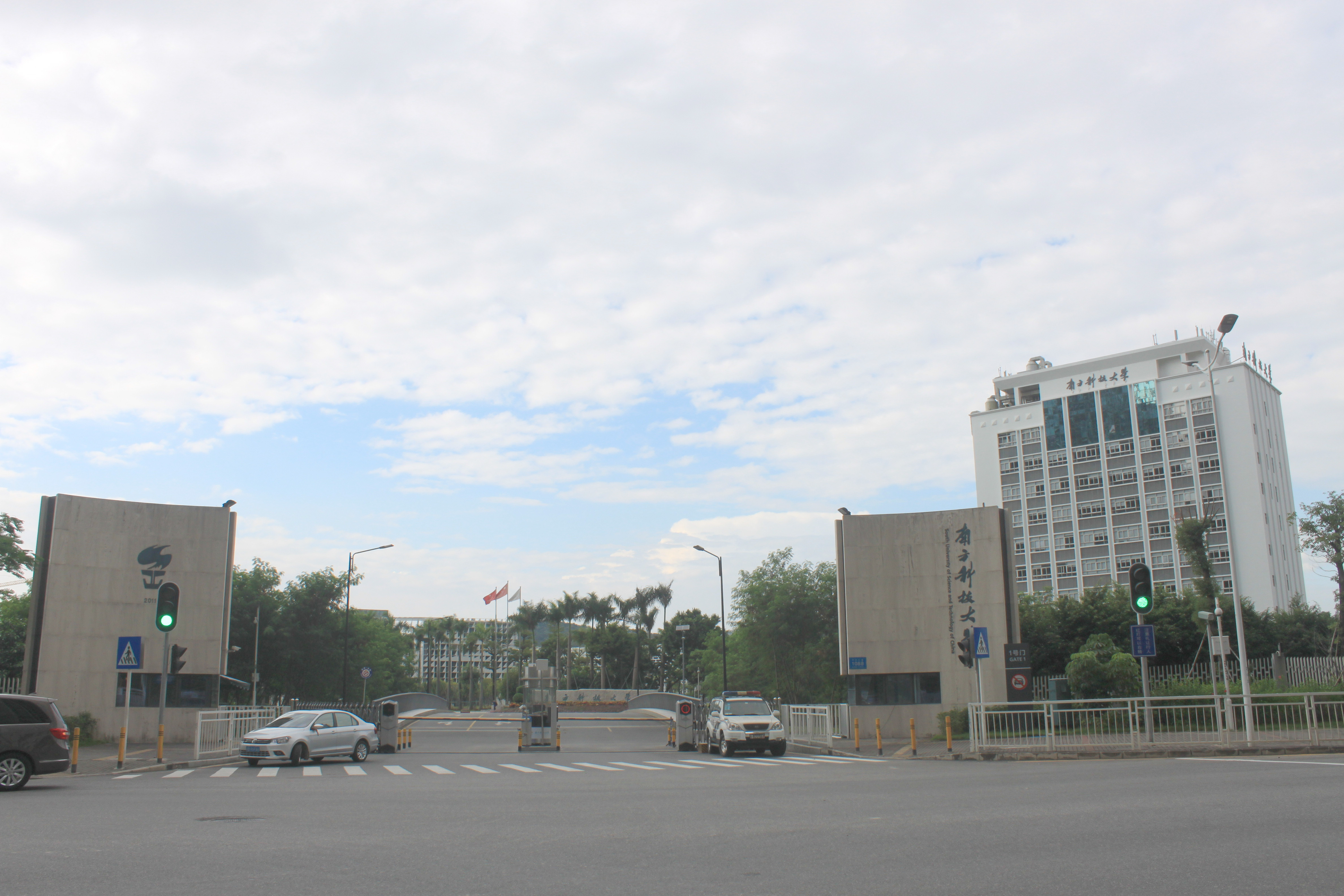
البوابة الرئيسية لجامعة جنوب الصين للعلوم والتكنولوجيا.

تأسست الجامعة عام 2011 من قبل حكومة مقاطعة غوانغدونغ بهدف تطوير نوع جديد من التعليم ثالثي وأن تصبح جامعة بحثية ذات مستوى عالمي. يقع مقر الجامعة في مدينة شنجن عاصمة التكنولوجيا سريعة النمو. استطاعت الجامعة جذب باحثين من الطراز العالمي وذلك بفضل الاستثمار الضخم من قبل حكومة المقاطعة، وسرعان ما تم الاعتراف بها كمركز دولي لبحوث العلوم والتكنولوجيا. كتبت مجلة تايمز للتعليم العالي عن الجامعة قائلة: «إن الصعود السريع لـ الجامعة الجنوبية للعلوم والتكنولوجيا إلى المسرح العالمي أمر رائع».

## الموقع
يقع مقر الجامعة الجنوبية للعلوم والتكنولوجيا في حرم جامعي كبير يغطي مساحة 1,978,980 متر مربع في منطقة نانشان بمدينة شنجن. تصميم الحرم الجامعي للجامعة عبارة عن مزيج من المباني الحديثة والمجاري المائية والمساحات الخضراء التي تصطف على جانبيها الأشجار. تلتزم الجامعة بسياسات صديقة للبيئة وتهدف إلى خفض ابعاثات الكربون.

## التعليم الاكاديمي
الجامعة مقسمة إلي ست كليات والتي تنظم بدورها في عدد من الأقسام المختلفة.
| كلية العلوم | كلية الهندسة | كلية إدارة الأعمال                                | كلية الطب   | كلية الإبداع وريادة الأعمال   | كلية العلوم الإنسانية والاجتماعية                                                                          |
| --- | --- | ------------------------------------------------- | ----------- | ----------------------------- | --- |
| - قسم الرياضيات - قسم الفيزياء - قسم الكيمياء - قسم علم الأحياء - قسم علوم الأرض والفضاء - قسم الإحصاء وعلوم البيانات - معهد علوم وهندسة الكم - معهد شنتشن جروبس - مركز SUSTech الدولي للرياضيات | - قسم الهندسة الكهربائية والإلكترونية - قسم علوم وهندسة المواد - قسم علوم وهندسة المحيطات - قسم علوم وهندسة الحاسبات - كلية علوم وهندسة البيئة - قسم الميكانيكا وهندسة الطيران - قسم الهندسة الميكانيكية وهندسة الطاقة - قسم الهندسة الطبية الحيوية - مدرسة الإلكترونيات الدقيقة (المعهد النموذجي الوطني) - كلية تصميم النظم والتصنيع الذكي | - قسم المحاسبة - قسم نظم المعلومات وهندسة الإدارة | - كلية الطب | - كلية الإبداع وريادة الأعمال | - مركز العلوم الإنسانية - قسم العلوم الإنسانية - مركز بحوث التعليم العالي - مركز تعليم اللغات - قسم الفنون |

كما توجد أكاديمية للدراسات المتقدمة متعددة التخصصات.

## السمعة
تم الاعتراف بالجامعة في مدة قصيرة جدًا كمركز دولي لبحوث العلوم والتكنولوجيا. في استطلاع قامت به مجلة تايمز للتعليم العالي عن أفضل الجامعات لعام 2022، صنفت الجامعة بين أفضل عشر جامعات في الصين القارية، كما حصلت على أعلى درجة من الشهرة المنطوقة في الصين حيث كانت من بين المراكز الثلاثة الأولى في وجه النظر الدولية، كما احتلت المرتبة 162 بين جامعات العالم، واحتلت أيضا المرتبة 26 في تصنيفات الجامعات الجديدة الاسيوية لعام 2021. صنفت  الجامعة كأفضل جامعة جديدة في الصين وذلك في تصنيفات الجامعات الجديدة الصينية 2021.
في تصنيف كيو إس للجامعات العالمية 2022، احتلت  الجامعة المرتبة 13 بين الجامعات الصينية القارية، و 116 على مستوى آسيا و 275 عالميًا.
وفي التصنيف الأكاديمي لجامعات العالم 2019 والذي أقيم بشينغهاي، حصلت  الجامعة على المرتبة الأولى على مستوى الصين؛ وذلك لجودة أبحاثها.

## روابط خارجية
الموقع الرسمي للجامعة.